# الحاقي (إب)

تعديل مصدري - تعديل

قرية الحاقي هي إحدى قرى عزلة بني مبارز الواقعة ضمن
مديرية القفر التابعة لمحافظة إب،
بلغ تعداد سكانها (1089) نسمة حسب تعداد اليمن لعام 2004.

## المحلات التابعة للقرية
| - المقهاية - شعب الولي - البحرية - نجد مهجار - ضهرة الحافي - الوعرة - المشاويف - مشهور - شط الوحش - هيجه عسلان | - معارش - شعب جابر - البطاح - الغول - شعب رمش - الديارة - الكشريره السفلى - الكشريره العلياء - دراع الضبانيه - ظهرة رهوب - الصلافيح |

## روابط خارجية
- الدليل الشامــل